# Pyxine convexior
Pyxine convexior är en lavart som först beskrevs av Johannes Müller Argoviensis, och fick sitt nu gällande namn av Swinscow & Krog. Pyxine convexior ingår i släktet Pyxine och familjen Physciaceae.   Inga underarter finns listade i Catalogue of Life.